# 4،3-ثنائي هيدروكسي فينيل حمض الأسيتيك
4,3-ثنائي هيدروكسي فينيل حمض الأسيتيك (اختصاراً DOPAC) هو مركب عضوي صيغته C8H8O4، وهو ينتج حيوياً داخل الجسم، إذ هو مستقلب للناقل العصبي دوبامين. يستقلب هذا المركب أيضاً بواسطة إنزيم ناقلة ميثيل-O الكاتيكول (COMT) إلى حمض الهوموفانيليك (HVA).
يمكن العثور على 4,3-ثنائي هيدروكسي فينيل حمض الأسيتيك أيضاً في لحاء شجر الأوكالبتوس عريض الورق.

التكسير الحيوي لمركب الدوبامين

## التحضير
يمكن تحضير المركب مخبرياً من 4-هيدروكسي فينيل حمض الأسيتيك بإجراء عملية تحول بيولوجي هوائية باستخدام مستحضرات خلايا كاملة لبكتريا Arthrobacter protophormiae.